# Walt Simon
Walter J. Simon, detto Walt (Delcambre, 1º dicembre 1939 – Louisville, 10 ottobre 1997), è stato un cestista statunitense, professionista nella ABA.

## Palmarès
- 3 volte campione EPBL (1962, 1963, 1965)
- EPBL Most Valuable Player (1965)
- ABA All-Star Game: 1

1969
- Trentaseiesimo miglior marcatore di sempre ABA
- Ventiduesimo per numero di assist di sempre ABA
- Trentanovesimo migliore rimbalzista di sempre ABA